# Pallamano al XIII Festival olimpico estivo della gioventù europea
Le competizioni di pallamano al XIII Festival olimpico estivo della gioventù europea si sono svolte dal 27 luglio al 1º agosto a Tbilisi, in Georgia

## Podi

### Ragazzi
| Evento          | Oro     | Argento  | Bronzo   |
| Torneo maschile | Francia | Slovenia | Germania |

### Ragazze
| Evento           | Oro    | Argento   | Bronzo   |
| Torneo femminile | Russia | Danimarca | Norvegia |